# Palmyra (Nebraska)
Palmyra is een plaats (village) in de Amerikaanse staat Nebraska, en valt bestuurlijk gezien onder Otoe County.

## Demografie
Bij de volkstelling in 2000 werd het aantal inwoners vastgesteld op 546.
In 2006 is het aantal inwoners door het United States Census Bureau geschat op eveneens 546.

## Geografie
Volgens het United States Census Bureau beslaat de plaats een oppervlakte van
0,9 km², geheel bestaande uit land. Palmyra ligt op ongeveer 353 m boven zeeniveau.

## Plaatsen in de nabije omgeving
De onderstaande figuur toont nabijgelegen plaatsen in een straal van 16 km rond Palmyra.